# Hagenbacher Hof
Der Hagenbacher Hof, an der Bundesstraße 316 zwischen Inzlingen und Degerfelden auf der Ostrampe des Passübergangs am Waidhof im Landkreis Lörrach. Sie wurde erstmals als (heute wüst gefallene) Siedlung im Jahre 800 (Hacanpahc), als Hof erstmals im 12. Jahrhundert urkundlich erwähnt. Er ist noch heute bewirtschaftet und steht unter Denkmalschutz.

## Geschichte
Der stattliche gotische Bau mit Staffelgiebel, Erker, Wappen über dem Eingang, gotischem Spitzbogen-Türstock an der Rückfront und kleinem Glockenstuhl auf dem rückwärtigen Treppengiebel gehörte zunächst verschiedenen Rittern, zuletzt Burkard von Kienberg. Dieser übergab am 9. Februar 1281 seinen Erbteil für seine Aufnahme in der Deutschordenskommende in Beuggen, nachdem bereits am 8. Mai 1261 Ulrich von Kienberg zusammen mit seiner Frau Agatha und deren Söhne Hartman und Heinrich die Nutznießung dieses Hofes den Deutschen Ordensritter überlassen hatten. Dazu gehörten nebst dem Hof in Hagenbach ein Hof zu Minseln, drei Schupposen vor der Stadt Rheinfelden, eine Schuppose zu Möhlin, sechs Schupposen und die Mühle zu Oltingen, woraufhin sich Burkard von Kienberg und der Komtur der Deutschordenskommende verpflichteten auf alle weiteren Erbansprüche seitens Burkard geltend zu machen.
1281 tritt ein Ritter Burkart von Tegerfeld zusammen mit dessen Sohn Hildebrandt auf. Darin verkauften sie dem Deutschen Ritterorden eine Schuppose zu Hagenbach samt allen Rechten und „Zubehör“ für 13 Pfennige. Bei diesem Geschlecht handelt es sich um eine Nebenlinie des Freiherrengeschlechts von Tegerfelden im Kanton Aargau. Die Aargauer Hauptlinie erlosch jedoch bereits im Jahre 1254 mit Walter von Tegerfelden im Mannesstamm. Die hier erwähnte Nebenlinie besaß vermutlich drei Burgen, welche sich alle nahe dem Hagenbacher Hof befanden, darunter auch die Burg Strenger Felsen.

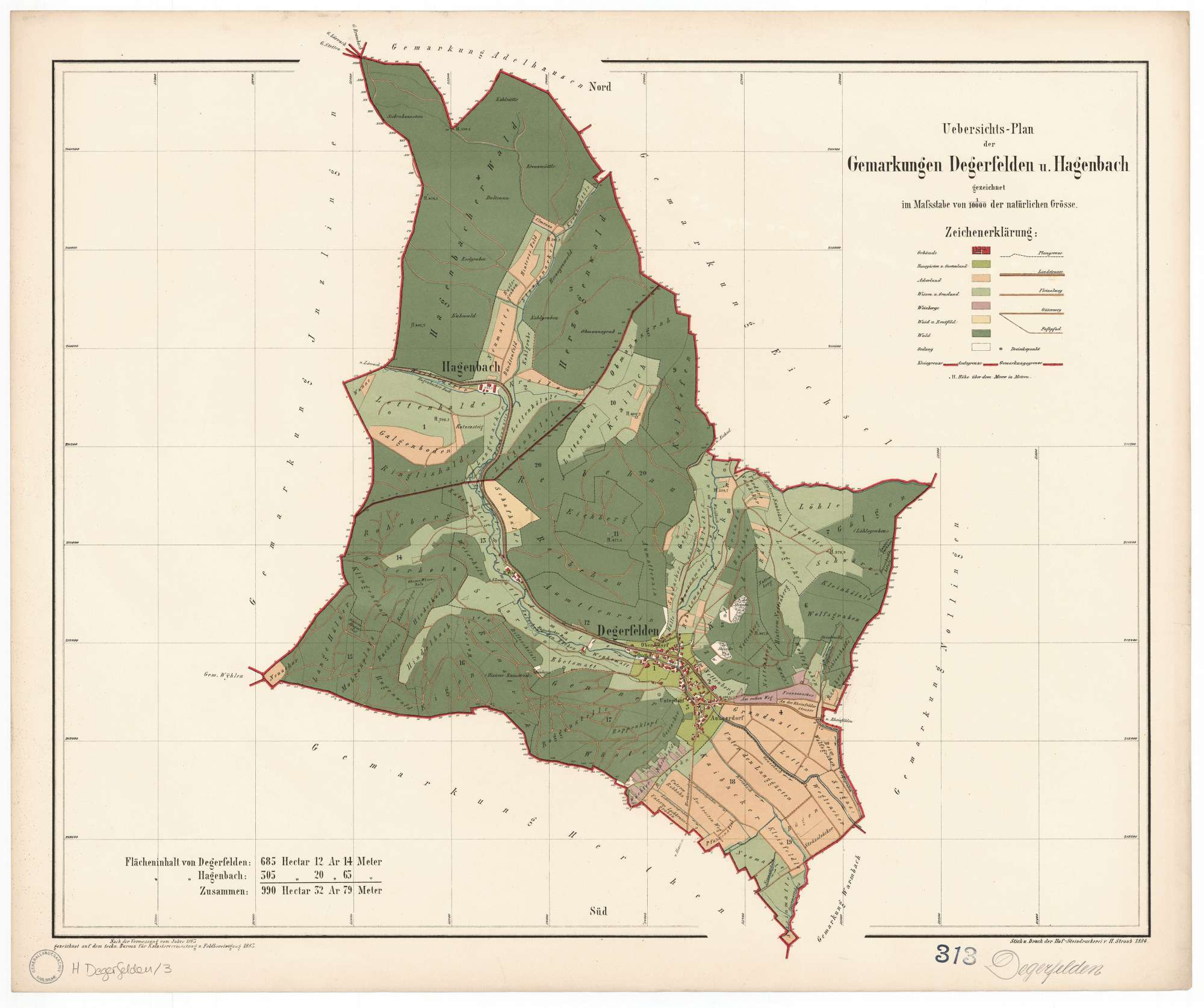
Darstellung des Hagenbacher Hofs in einer Karte von Degerfelden und Hagenbach aus dem Jahr 1883

Der 1285 genannte Konrad von Hagenbach war Ordensbruder in der Deutschherrenkommende Beuggen. Inwiefern eine verwandtschaftliche Beziehung zwischen den Herren von Degerfelden, den Herren von Hagenbach und den Herren von Kienberg, respektive den Herren von Klingen deren Lehensnehmer sie waren, bestand, ist nicht eindeutig geklärt. Eine mögliche Erklärung liegt im Freiherrengeschlecht von Klingen. Ulrich II. von Klingen war verheiratet mit Ita von Tegerfelden deren Stammsitz in Tegerfelden, heute Kanton Aargau lag.
Nach der Säkularisation wurde er Staatsdomäne des Landes Baden und dessen Nachfolger Baden-Württemberg, ab 1978 verpachtet und im Jahr 2000 an den Pächter verkauft. Der am Hauptgebäude vorbeifließende Bach wurde einst von einer Mühle genutzt; ein alter Mühlstein liegt heute beim Hauseingang.

## Bilder

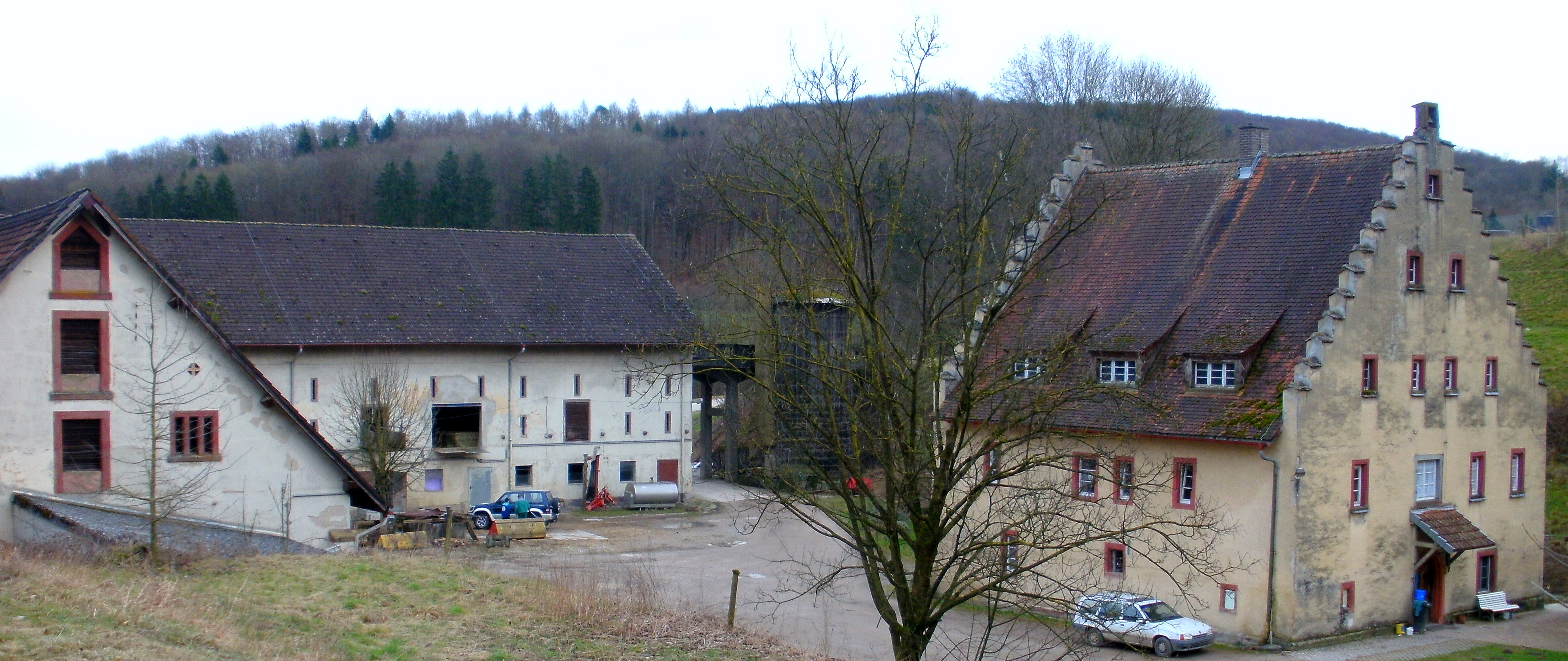
Teilansicht des Gebäudeensembles, von der B 316 aus gesehen
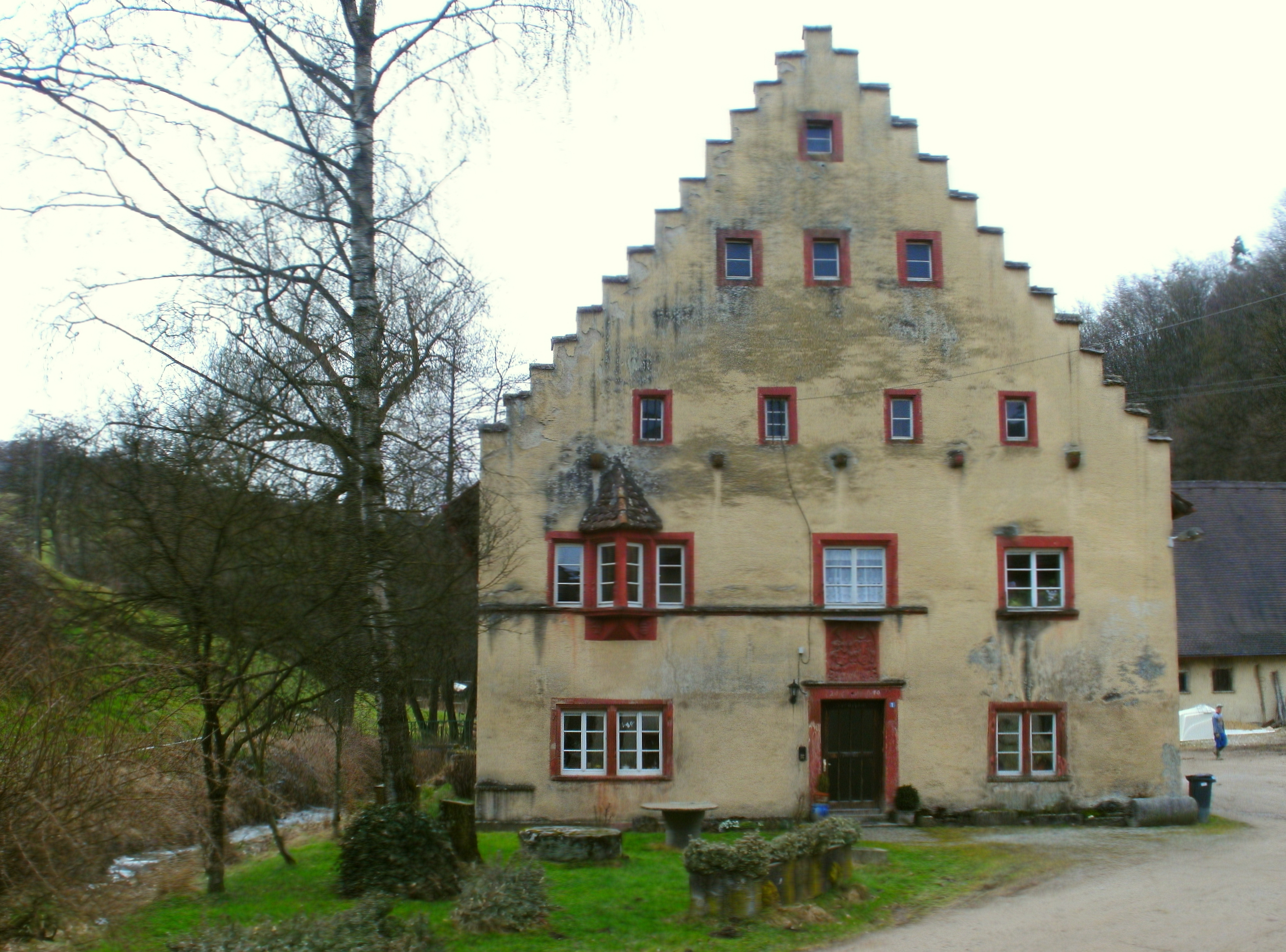
Frontansicht des Haupthauses
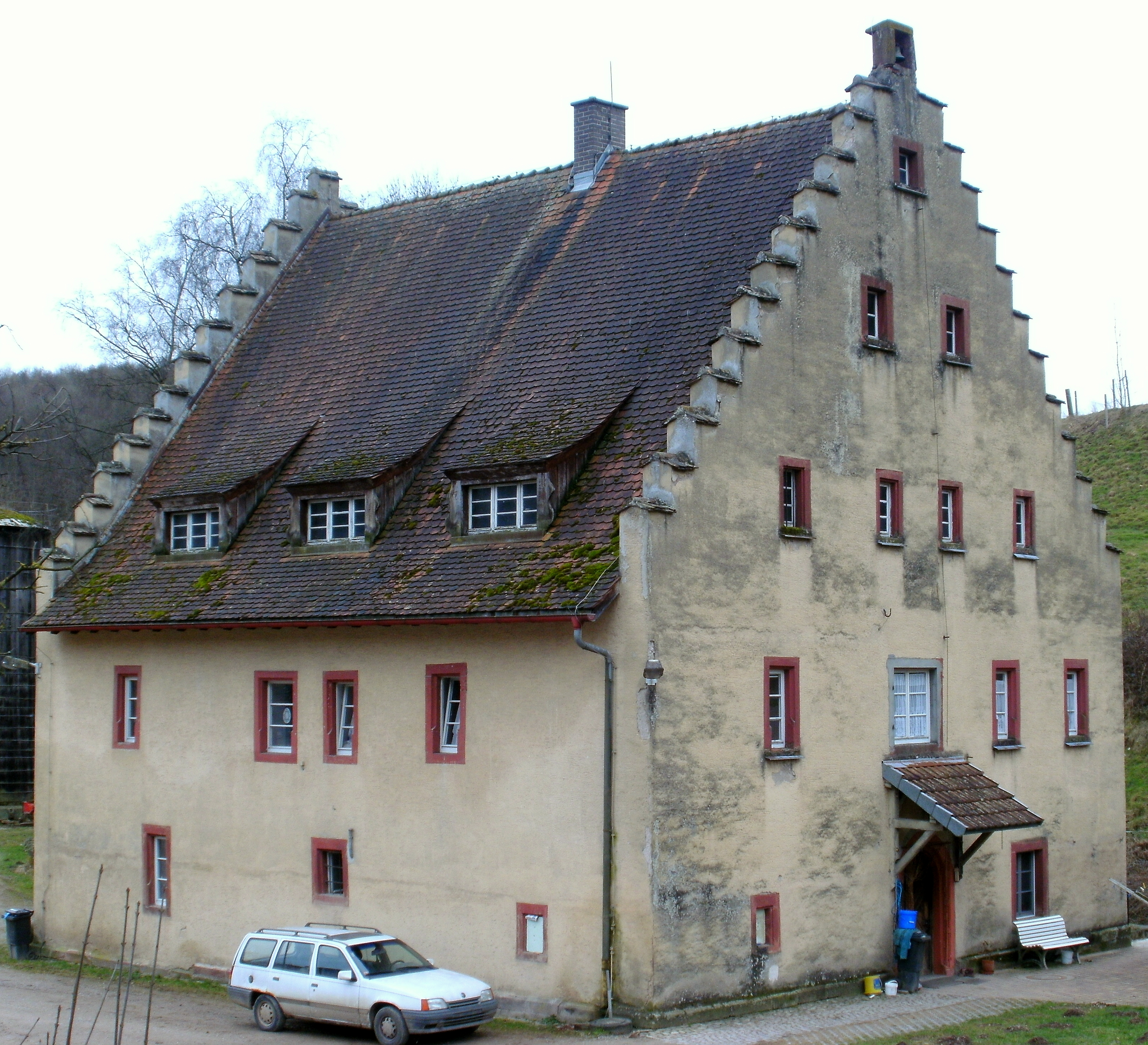
Ansicht der Rückseite des Haupthauses
Wappen an der Frontfassade des Haupthauses – Links: Deutschordenskommende Beuggen, rechts: Johann Kaspar von Stadion